# Assault Heroes
Assault Heroes est un jeu vidéo top-down shooter développé par Wanako Games. Le joueur conduit un véhicule 4x4, un hors-bord ou se déplacer à pied pour combattre des hordes ennemies. Les joueurs peuvent jouer seuls ou en coopération, y compris en mode coopératif à 2 joueurs en ligne et hors ligne. Il était à l'origine disponible en tant que titre Xbox Live Arcade. Le 19 mars 2008, son prix a été abaissé lorsque le jeu a rejoint la gamme Arcade Hits. Une version commerciale de Microsoft Windows a été publiée le 23 octobre 2007 et la version PS3 a été ajoutée au PlayStation Network le 28 janvier 2010, édité par Konami aux États-Unis.
Il a pour suite Assault Heroes 2.

## Trame
Conçu à l'origine comme un titre Xbox Live Arcade, Assault Heroes comporte une histoire simpliste : le joueur contrôle "le dernier membre survivant d'une unité des forces d'élite" à la recherche d'un laboratoire ennemi secret, une fois localisé, le but est de le détruire et de s'échapper.

## Système de jeu
Au cours du jeu, le joueur affronte à travers cinq niveaux de plus en plus difficiles d'innombrables ennemis, et chaque niveau contient généralement plusieurs  boss qui doivent être vaincus pour pouvoir continuer. En utilisant le stick gauche pour se déplacer et le stick droit pour viser/tirer (en jouant sur Xbox 360 et PS3), les joueurs esquivent les tirs ennemis tout en infligeant des dégâts aux ennemis en utilisant trois armes principales :
- Minigun - Une mitrailleuse traditionnelle avec une cadence de tir élevée.
- Canon Flak - Un canon qui peut produire des résultats dévastateurs avec lenteur, efficace contre les véhicules lourds.
- Lance-flammes - Une arme de courte portée, mortelle contre les troupes.

Les véhicules des joueurs ont accès à ces armes principales à tout moment et peuvent basculer entre elles en appuyant sur un bouton. Les armes ont des munitions illimitées, bien que le lance-flammes « se coupe » brièvement s'il est utilisé sans interruption pendant un certain temps. Chaque arme peut être améliorée (jusqu'à trois fois) en collectant des bonus appropriés pendant le jeu, bien qu'ils soient perdus si le joueur se fait tuer.
Le véhicule subit des dégâts par les tir ennemis, mais se reconstitue lentement avec le temps, s'il est détruit, le joueur sera éjecté et devra continuer à pied, dans ce cas, il est exceptionnellement vulnérable et n'a qu'une mitrailleuse légère pour se défendre. Si un joueur sans véhicule survit pendant un certain temps, un nouveau véhicule utilisable apparait automatiquement. Le joueur peut également quitter son véhicule de son plein gré, pour par exemple récupérer des bonus qui ne sont pas accessibles depuis un véhicule.

### Armes spéciales
En plus des armes standard dont les véhicules sont équipés, le joueur a également accès à un nombre limité de grenades et de bombes nucléaires. Les grenades infligent de lourds dégâts depuis un réticule de visée. Les bombes nucléaires explosent dans une zone autour du joueur, provoquant une destruction massive aux ennemis à proximités.
Des quantités supplémentaires de ses deux types d'armes peuvent être trouvées et collectées sous forme de bonus pendant le jeu, les grenades étant nettement plus abondantes que les bombes nucléaires.

### Zones bonus
Chaque niveau comporte une zone bonus souterraine. Ceux-ci sont accessibles en entrant dans une structure spécialement marquée, qui amène ensuite le joueur (et son coéquipier) dans un bunker souterrain. Sous terre, les joueurs sont constamment à pied et peuvent donc être facilement tués. Cependant, si le joueur meurs pendant ces sections bonus, aucune vie n'est réellement perdue, le joueur est immédiatement ramené au niveau principal comme si rien n'était passé.
À la fin de chaque zone souterraine se trouve une vie supplémentaire, gagnée pour avoir terminé avec succès le niveau bonus.

### Multijoueur
Les deux joueurs partagent le même écran et travaillent en coopération pour détruire les forces ennemies. Les joueurs ne peuvent pas se blesser directement, bien qu'ils puissent faire défiler (ou refuser de faire défiler) l'écran d'une manière qui peut être problématique pour l'autre joueur. Le jeu n'augmente ni ne modifie autrement la quantité et le niveau de difficulté des forces ennemies en fonction de la présence d'un deuxième joueur. En conséquence, avoir un deuxième joueur peut rendre le jeu un peu plus facile.
Les joueurs peuvent jouer en multijoueur hors ligne ou en ligne via Xbox Live ou PSN.

## Accueil
Assault Heroes a reçu des critiques positives de la part des critiques. Sur Metacritic, la version Xbox 360 du jeu a un score de 79/100 basé sur 16 avis, indiquant des « avis globalement favorables ».